# Địa tầng học

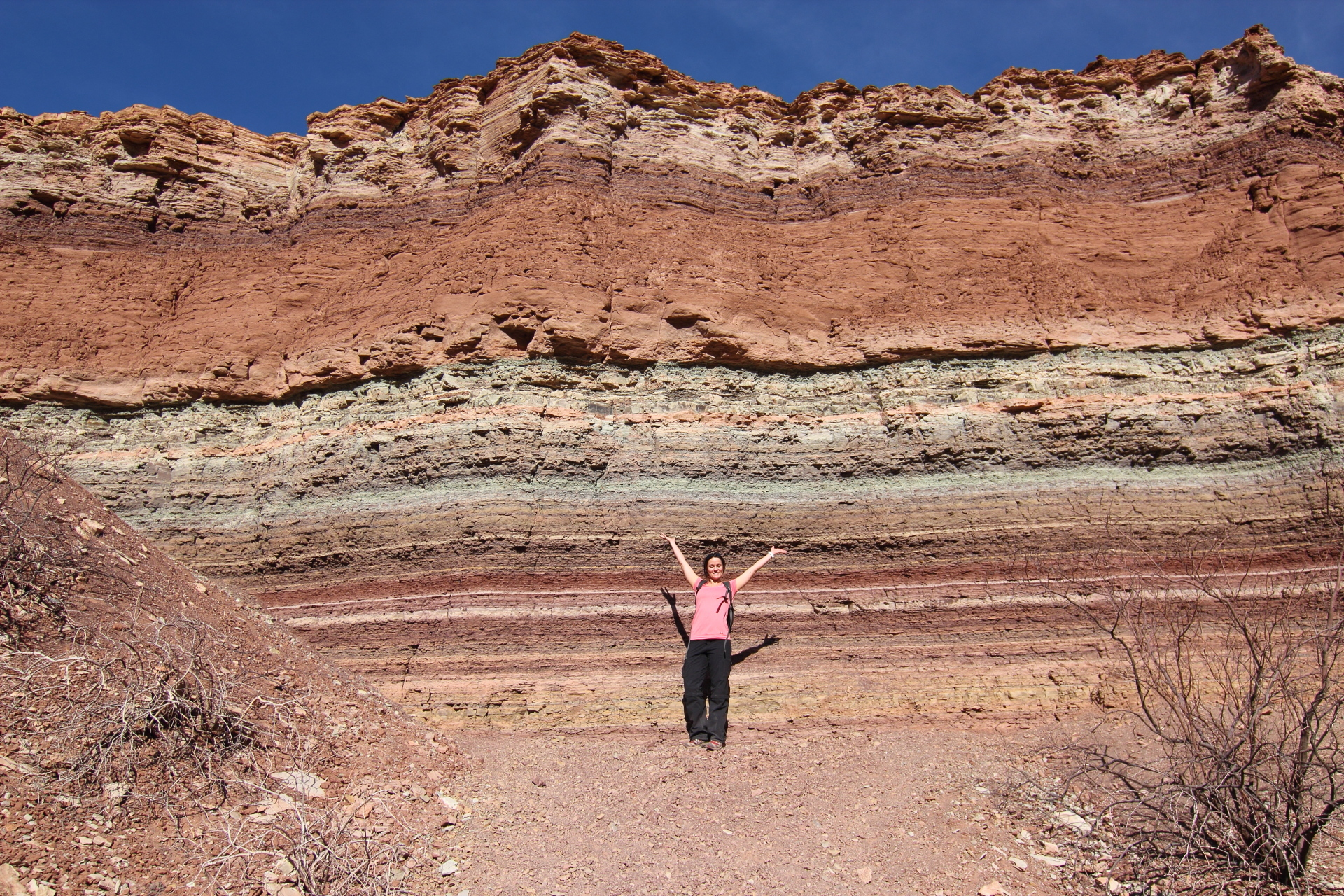
Địa chất tầng lớp nhân dân trong Salta (Argentina).

Địa tầng học, một nhánh của địa chất học, nghiên cứu về các lớp đá và sự xếp lớp của chúng trong địa tầng. Nó được sử dụng lần đầu tiên khi nghiên cứu về đá trầm tích và đá núi lửa phân lớp.
Địa tầng học bao gồm hai phân ngành là: thạch địa tầng học và sinh địa tầng học.

## Lịch sử phát triển

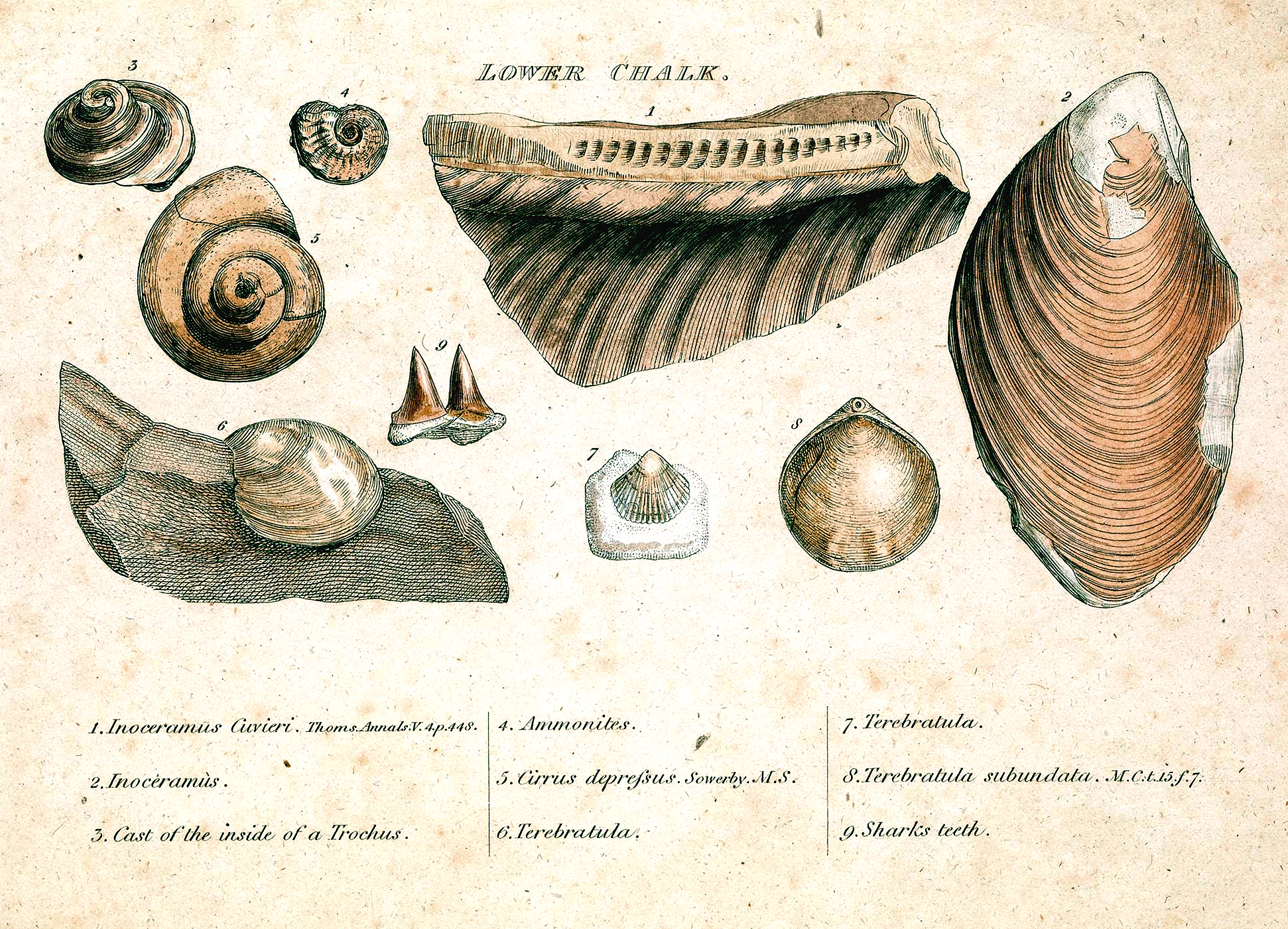
Bản in khắc chuyên luận của William Smith về nhận dạng các địa tầng dựa trên các hóa thạch.

Các lớp đá được nghiên cứu vào thời Avicenna (Ibn Sina), một nhà địa chất người Ba Tư đã viết quyển Al-Shefa năn 1027. Ông là người đầu tiên phác thảo nguyên tắc xếp chồng của các địa tầng:
"It is also possible that the sea may have happened to flow little by little over the land consisting of both plain and mountain, and then have ebbed away from it.... It is possible that each time the land was exposed by the ebbing of the sea a layer was left, since we see that some mountains appear to have been piled up layer by layer, and it is therefore likely that the clay from which they were formed was itself at one time arranged in layers. One layer was formed first, then at a different period, a further was formed and piled, upon the first, and so on. Over each layer there spread a substance of different material, which formed a partition between it and the next layer; but when petrification took place something occurred to the partition which caused it to break up and disintegrate from between the layers (possibly referring to unconformity).... As to the beginning of the sea, its clay is either sedimentary or primeval, the latter not being sedimentary. It is probable that the sedimantary clay was formed by the disintegration of the strata of mountains. Such is the formation of mountains."

Tạm dịch
"Có khả năng rằng biển có thể đã tiến vào từ từ bao phủ các vùng đất liền hiện tại bao gồm cả đồng bằng và núi, và sau đó lại rút ra xa... Có thể là mỗi lần đất lộ ra khi biển lùi thì một lớp được để lại, từ đó chúng ta thấy một số dãy núi dường như là xếp chồng theo lớp, và vì thế rất có thể là sét, mà từ đó chúng được tạo thành, tự bản thân nó vào một thời điểm nào đó cũng sắp xếp thành các lớp. Một lớp được tạo thành lần đầu tiên và sau đó vào một khoảng thời gian khác, một lớp khác được tạo thành và xếp chồng lên, trên lớp đầu tiên, và cứ như thế tiếp tục diễn ra. Trên mỗi lớp là một dải vật chất của vật liệu khác, tạo thành lớp ngăn cách giữa nó và lớp kế tiếp; nhưng khi sự hóa đá diễn ra một điều gì đó đã xảy ra với lớp ngăn cách làm cho nó bị tan vỡ ra và phân hủy ở phần giữa các lớp (có thể ở đây đề cập đến phân vỉa bất chỉnh hợp)... Vào thời gian đầu biển tiến vào, lớp sét hoặc là trầm tích hoặc là nguyên sinh (không phải trầm tích từ biển). Có thể rằng sét trầm tích được tạo ra bởi sự phá hủy địa tầng của các dãy núi. Đây là sự tạo thành của các dãy núi."

Nền tảng lý thuyết của nó được Nicholas Steno thiết lập, ông là người đã giới thiệu lại quy tắc xếp chồng và giới thiệu nguyên lý lớp nằm ngang nguyên thủy và nguyên lý liên tục sang bên trong công trình năm 1669 về sự hóa thạch của các dấu tích hữu cơ trong các lớp trầm tích.
William Smith là người ứng dụng đầu tiên địa tầng học trên phạm vi rộng lớn vào thập niên 1790 và đầu thập niên 1800. Smith được biết đến như là cha đẻ của địa chất Anh, ông đã lập ra bản đồ địa chất Anh, và là người đầu tiên công nhận ý nghĩa của địa tầng hay sự tạo lớp đá, và tầm quan trọng của các hóa thạch ghi dấu cho các địa tầng tương liên. Một ứng dụng khác của địa tầng học vào đầu thập niên 1800 là công trình nghiên cứu của Georges Cuvier và Alexandre Brongniart về địa chất khu vực xung quanh Paris.

## Thạch địa tầng học
Thạch địa tầng học, hay địa tầng thạch học, mang ý nghĩa rõ ràng nhất. Nó liên quan đến thạch học vật lý, hay các kiểu đá, mà sự thay đổi theo cả chiều đứng trong sự tạo lớp hay tạo tầng của kiểu đá khác nhau và sang bên phản ánh các môi trường trầm tích thay đổi, hay còn được gọi là thay đổi tướng đá. Các yếu tố cơ bản của địa tầng học bao gồm sự hiểu biết về mối quan hệ hình học nhất định giữa các lớp đá đã phát sinh như thế nào và các dạng hình học này mang ý nghĩa gì về mặt môi trường trầm tích. Một khái niệm cơ bản trong địa tầng học được hệ thống hóa trong nguyên tắc xếp chồng, đơn giản chỉ ra rằng trong một trình tự địa tầng không bị biến dạng thì các địa tầng cổ nhất nằm ở đáy của trình tự địa tầng.

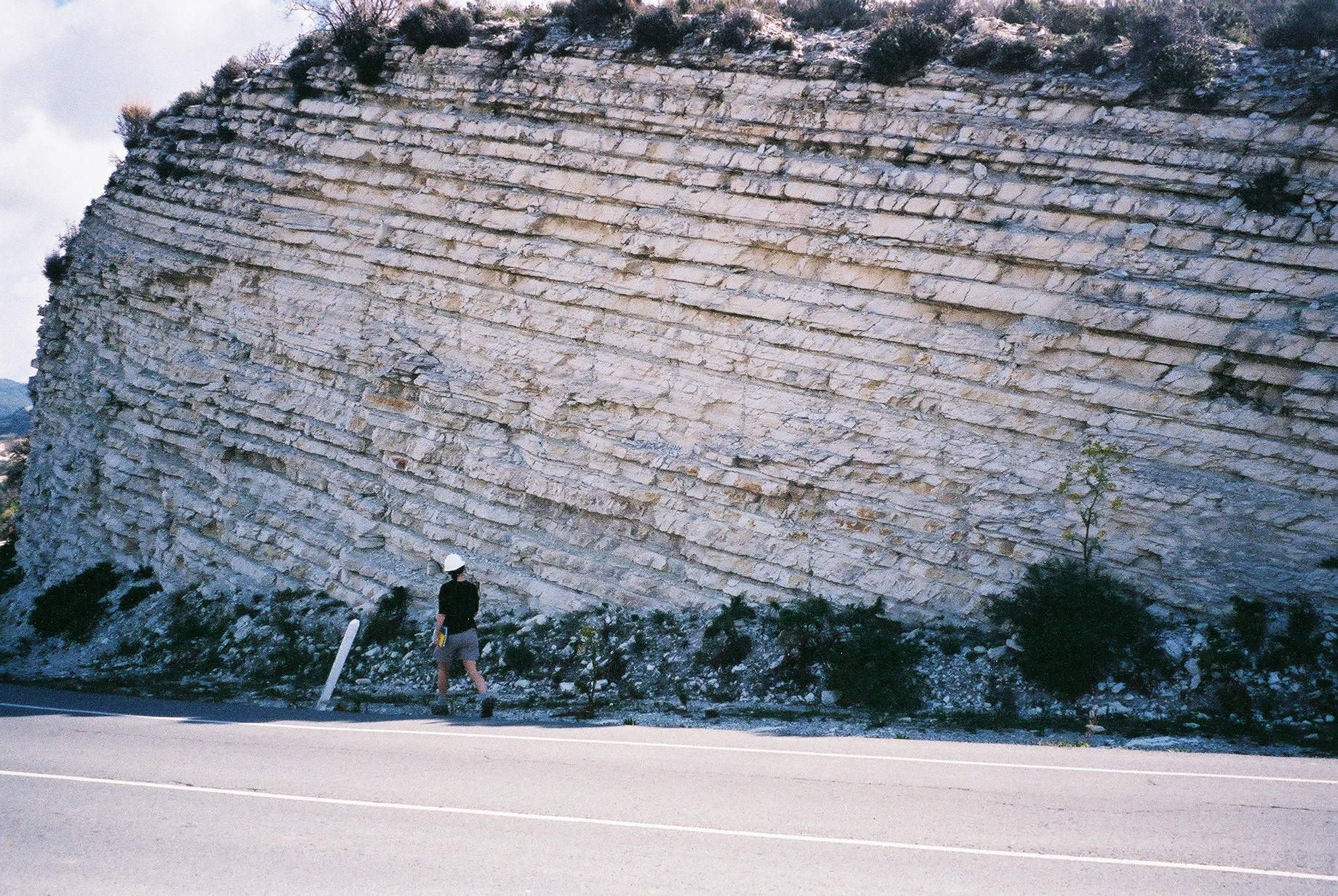
Các lớp đá phấn ở Cyprus - thể hiện cấu tạo phân lớp của đá trầm tích

Hóa địa tầng dựa trên các thay đổi trong thành phần tương đối của các nguyên tố dấu vết và đồng vị trong phạm vi và giữa các đơn vị thạch học. Các tỷ lệ đồng vị cacbon và oxy thay đổi theo thời gian và được sử dụng để lập bản đồ các biến đổi nhỏ trong môi trường cổ. Điều này dẫn tới một chuyên ngành là địa tầng đồng vị.
Chu kỳ địa tầng học lập tài liệu các thay đổi thường có tính chu kỳ trong tỷ lệ tương đối của các khoáng vật, đặc biệt là các khoáng vật cacbonat, và sự đa dạng hóa thạch theo thời gian, liên quan đến các thay đổi của cổ khí hậu.

## Sinh địa tầng học
Sinh địa tầng học hay địa tầng học cổ sinh vật dựa trên dấu hiệu hóa thạch trong các lớp đá. Các địa tầng từ các vị trí trải rộng chứa cùng một quần động vật và thực vật hóa thạch có thể tương quan với nhau về thời gian. Sinh địa tầng học dựa trên nguyên lý kế tục quần động vật của William Smith, diễn ra trước, và là một trong dấu hiệu đầu tiên và vững chắc nhất để chứng minh cho tiến hóa sinh học. Nó cung cấp các dấu hiệu mạnh mẽ cho sự hình thành (hình thành loài) và tuyệt chủng của các loài. Niên đại địa chất được xây dựng trong suốt thế kỷ 19 dựa trên dấu hiệu về sinh địa tầng học và sự kế tục quần động vật. Thang thời gian này vẫn là một thang tương đối cho đến khi phương pháp xác định niên đại phóng xạ phát triển, phương pháp này cung cấp cho niên đại địa chất và địa tầng học dựa trên nó một khung thời gian chính xác, dẫn tới sự phát triển của thời địa tầng học.
Một phát triển quan trọng là đường cong Vail, trong đó người ta cố gắng xác định đường cong mực nước biển trong lịch sử toàn cầu phù hợp với các suy luận từ các kiểu mẫu địa tầng trên toàn thế giới. Địa tầng học cũng được sử dụng rộng rãi để phác họa bản chất và phạm vi của các bể chứa hydrocarbon, các tầng chắn và các bẫy chứa trong địa chất dầu.

## Thời địa tầng học
Thời địa tầng học là một nhánh của địa tầng học, trong đó nghiên cứu niên đại tuyệt đối của các tầng đá.
Thời địa tầng học dựa trên các dữ liệu địa thời học thu được cho các đơn vị đá, bằng cách trực tiếp hay suy luận, sao cho trình tự thời gian của các sự kiện liên quan của đá trong phạm vi khu vực có thể thu được. Về bản chất, thời địa tầng học theo đuổi việc hiểu rõ lịch sử địa chất của đá và khu vực.
Mục đích tối cao của thời địa tầng học là sắp xếp trình tự trầm lắng và thời gian trầm lắng của các loại đá trong phạm vi khu vực địa chất, và cuối cùng, hồ sơ địa chất trọn vẹn của Trái Đất.
Một khoảng trống hoặc tầng đá bị biến mất trong hồ sơ đã của một vùng được gọi là đứt đoạn địa tầng. Đây có thể là kết quả của việc tạm dừng lại lắng đọng trầm tích. Ngoài ra, khoảng trốn có thể là do sự xói mòn, trong trường hợp này nó có thể được gọi là trạng thái trống địa tầng. Nó được gọi là một thời gian gián đoạn vì sự lắng đọng ngừng lại trong một khoảng thời gian. Một đứt gãt địa chất cũng có thể gây ra sự gián đoạn.

## Từ địa tầng học
Từ địa tầng học là kỹ thuật thời địa tầng học được sử dụng để xác định niên đại trầm tích và các trình tự núi lửa. Phương pháp này làm việc theo cách thu thập các mẫu có định hướng tại các khoảng đo đạc trong suốt cả mặt cắt. Các mẫu được phân tích để xác định độ từ dư mảnh vụn (DRM, tiếng Anh: Detrital Remanent Magnetization), nghĩa là chiều phân cực của từ trường Trái Đất vào thời gian địa tầng được trầm lắng. Điều này là có thể do khi các khoáng vật có từ tính hạt rất mịn (< 17 micromet) rơi xuống trong cột nước, chúng định hướng chính mình theo từ trường Trái Đất. Trong quá trình bị vùi lấp, định hướng này được bảo tồn. Các khoáng vật này, trên thực tế, giống như các la bàn nhỏ.
Các mẫu lõi cổ địa từ có định hướng được thu thập trên hiện trường; trong các loại nê nham, bột kết và sa thạch có hạt rất mịn, được ưa chuộng hơn cả do các hạt từ tính của chúng mịn hơn và có thể định hướng đúng hơn theo từ trường bao quanh trong quá trình trầm lắng. Nếu như từ trường cổ đại có định hướng tương tự như từ trường ngày nay (cực từ bắc gần với cực tự quay bắc) thì các địa tầng duy trì sự phân cực thông thường. Nếu các dữ liệu chỉ ra rằng cực từ bắc là gần với cực tự quay nam, thì các địa tầng thể hiện sự phân cực nghịch đảo.
Các kết quả từ các mẫu vật riêng rẽ được phân tích bằng cách loại bỏ độ từ dư tự nhiên (NRM, tiếng Anh: Natural Remanent Magnetization) để phát hiện DRM. Phân tích thống kê tiếp theo các kết quả này được sử dụng để phát sinh cột từ địa tầng khu vực và sau đó có thể được so sánh với Thang Thời gian Phân cực Từ Toàn cầu (GMPTS).
Kỹ thuật này được sử dụng để xác định niên đại các trình tự nói chung thiếu các hóa thạch hoặc bị xen vào giữa đá núi lửa. Bản chất liên tục của việc lấy mẫu nghĩa là nó cũng là một kỹ thuật mạnh trong việc ước tính tốc độ tích lũy trầm tích.

## Địa tầng học khảo cổ
Trong lĩnh vực khảo cổ học, các địa tầng được sử dụng để hiểu rõ hơn các quá trình đã tạo ra và bảo vệ các di chỉ khảo cổ. Nguyên tắc xếp chồng có thể áp dụng và nó có thể giúp xác định niên đại các di vật hay các đặc trưng từ mỗi khung cảnh khảo cổ học, do chúng có thể được xếp theo trình tự và các niên đại được nội suy. Các giai đoạn hoạt động thường có thể được nhìn thấy trong suốt cả địa tầng, đặc biệt là khi rãnh hay nét đặc trưng được nhìn trong tiết diện khảo cổ Do các hố và cá đặc trưng khác có thể bị đè xuống các lớp thấp hơn, nên các vật thu được từ cùng một độ sâu tuyệt đối không nhất thiết phải có cùng niên đại, nhưng sự chú ý gần cần phải được lưu ý đối với các lớp khảo cổ. Ma trận Harris là công cụ để miêu tả các mối quan hệ địa tầng phức tạp, chẳng hạn như khi chúng được tìm thấy trong các khung cảnh của khảo cổ học đô thị.